# Otus hartlaubi
Otus hartlaubi (лат.) — вид птиц из семейства совиных, эндемик острова Сан-Томе.

## Описание
Небольшая сова, достигает около 18 сантиметров в длину, масса около 79 граммов. Самки вида несколько крупнее самцов. Лицевой диск светло-красновато-коричневый. Голова и верхняя часть тела каштанового цвета с рыжеватыми отметинами и черными полосами. Маховые перья светло-коричневые с белыми крапинками, на хвосте имеются полосы светло-коричневого цвета. Нижняя часть тела рыжеватая с мелкими коричневыми и белыми пятнами и яркими черными полосами. Молодые птицы бледнее взрослых. Голос представляет собой высокое «ху-ху-ху», а также низкое, хриплое «квоу».

## Среда обитания
Естественной средой обитания этой совы являются субтропические или тропические влажные равнинные или горные леса, где она широко распространена.

## Поведение
Рацион состоит из насекомых, кузнечиков, жуков, мотыльков и мелких ящериц. Как и большинство сов, ведут ночной образ жизни. Гнезда строят на деревьях, иногда селятся в дуплах.

## Состояние популяции
МСОП относит вид к категории «Уязвимые виды» из-за вырубки лесов. Популяция данного вида уменьшается. Продолжительность поколения составляет 3,7 года.